# Армія порятунку (фільм)
«Армія порятунку» — ексцентрична кінокомедія про пригоди бравих молодих солдатів під командуванням майора Бардачного, висланих на дальню точку.

## Зміст
Під час спільних маневрів команда наших недолугих солдат випадково зустрічається на секретному об'єкті з групою диверсантів — невдах. Непередбачуваність дій підрозділу майора Бардачношо ставить диверсантів перед важким завданням…

## Ролі
| Актор               | Роль                  |
| ------------------- | --------------------- |
| Євген Жариков       | Генерал Грім          |
| Олег Шкловський     | Американський генерал |
| Володимир Байрачний | Майор Бардачний       |
| Ігор Третяк         | Прапорщик Зеленка     |
| Семен Морозов       | безіменна роль        |
| Олександр Тімошкін  | майор Мердок          |
| Людмила Цветова     | Анжела                |
| Юрій Пучинский      | комбат                |
| Євген Журавкін      | молодий танкіст       |
| Іван Апанасюк       | Ваня                  |
| Сергій Селюк        | часовий               |
| часовий             | американський шпигун  |

## Знімальна група
- Режисер — Євген Кравцов
- Сценарист — Євген Кравцов
- Продюсер — Євген Кравцов